# Grenzflächenspannung
Die Grenzflächenspannung bezeichnet mechanische Spannungen und damit Kräfte, die an der Grenze zwischen zwei verschiedenen Phasen auftreten, welche miteinander in Kontakt stehen. Die beiden Phasen bilden eine gemeinsame Grenzfläche, die unter Grenzflächenspannung steht. Unter verschiedenen Phasen versteht man hierbei Phasen, die sich nicht vermischen, z. B. Wasser und Öl oder Glas und Wasser.
Diese Größe ist besonders wichtig, wenn Materialien wie z. B. Kunststoff verklebt, lackiert oder bedruckt werden sollen. Ist eine Oberfläche hochenergetisch (polar), ist die Haftung von Druckfarben oder Klebstoffen auf dieser wesentlich höher als bei niederenergetischen (unpolaren) Oberflächen.
Die Phasen können flüssig, fest oder gasförmig sein. Grenzflächenspannung zwischen Flüssigkeiten und Gasphasen bezeichnet man meist als Oberflächenspannung. Zur Grenzflächenspannung bei Festkörpern siehe Elastische Grenzflächenspannung.

## Grenzflächeneffekte
Grenzflächeneffekte ist der Sammelbegriff für verschiedene Phänomene, die an Grenzflächen auftreten. Auf molekularer Ebene sind sie auf Kohäsionskräfte (zwischen gleichartigen Molekülen) oder Adhäsionskräfte (zwischen ungleichartigen Molekülen) zurückzuführen, die zusammenfassend auch als Van-der-Waals-Kräfte bezeichnet werden. Die thermodynamische Behandlung führt die Oberflächenenthalpie, die Oberflächenentropie und die Oberflächenenergie ein, um die Phänomene der Oberflächenspannung, der Benetzung, der Grenzflächenspannung und der Kapillarität zu erfassen, die im täglichen Leben eine wichtige Rolle spielen.
Der Grenzflächeneffekt beschreibt die Gründe, warum …
- fallendes Wasser oder Wasser auf Glasscheiben in Tropfen zerfällt;
- die Oberfläche einer Flüssigkeit in einem Reagenzglas eine Wölbung zeigen kann (→ Meniskus);
- Flüssigkeiten in einem Glasröhrchen ein Stück aufsteigen können, wenn ein Ende des Röhrchens senkrecht in die Flüssigkeit getaucht wird (→ Kapillareffekt);
- einige Insekten über das Wasser laufen können (→ Wasserläufer);
- von einer leichten, dünnen Regenjacke das Wasser abperlen kann (→ Benetzung).

## Grenzflächenspannung ist „Grenzflächenenergie“ bzw. „Grenzflächenarbeit“
Die Grenzflächenspannung ist eine mechanische Spannung in der Grenzfläche mit Kräften, die eine Verkleinerung der Grenzfläche bewirken können. Abweichend von der sonstigen Definition einer mechanischen Spannung wird sie angegeben als Kraft pro Länge, z. B. in den SI-Einheiten N/m (siehe Oberflächenspannung #Physikalischer Hintergrund).
Gleichzeitig beschreibt sie als Grenzflächenarbeit bzw. -energie die Energie, die umgesetzt werden muss, um die Grenzfläche um 1 m2 unter isothermen Bedingungen zu vergrößern. Auch hier ergibt sich aus der Definition Arbeit pro Fläche wieder die Einheit N/m bzw. kg/s2.
Die Grenzflächenspannung bedeutet, dass Arbeit aufgewendet werden muss, um die Grenzfläche zu vergrößern, und dass Energie freigesetzt wird, wenn sich die Fläche verkleinert. Ein System wie Wasser/Luft strebt aus diesen energetischen Gründen eine möglichst kleine Grenzfläche an: das Wasser nimmt nicht „freiwillig“ die Form eines Tellers an, sondern bildet Tröpfchen. Die Grenzflächenenergie korreliert mit der inneren Kohäsion des Materials. Quecksilber hat z. B. aufgrund der metallischen Bindung eine hohe Grenzflächenenergie (486 mN/m). Auch Wasser hat aufgrund der H-Brücken eine relativ hohe Grenzflächenenergie (72 mN/m). Die Grenzflächenenergie von (unpolarem) Benzol beträgt 30 mN/m. Die Grenzflächenenergie von Fluorpolymeren (z. B. Teflon) ist besonders niedrig, da Fluor schlecht polarisierbar ist. Da die Temperatur einen Einfluss auf die Grenzflächenenergie hat, wurden diese Werte bei Standardbedingungen ermittelt. 
Siehe auch:Oberflächenenergie

## Phase und Phasengrenze

Abb. 1: Richtungen zwischenmolekularer Kräfte in der Phase und an der Oberfläche.

Innerhalb einer Phase wirken die Kräfte in alle Raumrichtungen zwischen den Teilchen, die die Phase bilden (Kohäsion). Bei den Teilchen kann es sich um Moleküle, Metallatome oder die Ionen eines Salzes handeln. Hierbei können sich die Kräfte auch überlagern. Löst man also ein Salz in einer Flüssigkeit, nimmt die Oberflächenspannung zu, da aufgrund der gelösten Ionen nun zusätzliche Coulomb-Kräfte in der Lösung auftreten.
Im Inneren der Phase heben sich die Kräfte gegeneinander auf. An der Phasengrenze ist das nicht der Fall. Hier fehlen Nachbarn, die zur eigenen Phase gehören.
Bei einer flüssigen Phase von Wasser (Abb. 1) wirken auf die Moleküle Dipol-Dipol-Momente in alle Raumrichtungen. An der Phasengrenze (Rand eines Tröpfchens) ist das nicht der Fall. Ein Wassermolekül am Rand hat viel weniger Nachbarn. Ein Wassermolekül, das sich aus dem Inneren der Phase an die Phasengrenze bewegt, muss über die Energie verfügen, um einen Teil der Dipol-Dipol-Momente zu überwinden. Bewegt es sich in die andere Richtung, wird entsprechende Energie frei.
Um die Fläche der Phasengrenze zu vergrößern, muss Energie aufgewendet werden, da nun mehr Teilchen zur Bildung der größeren Fläche nötig werden. Daher strebt Wasser eine minimale Oberfläche an und bildet somit Tröpfchen.

## Richtung der Grenzflächenspannung

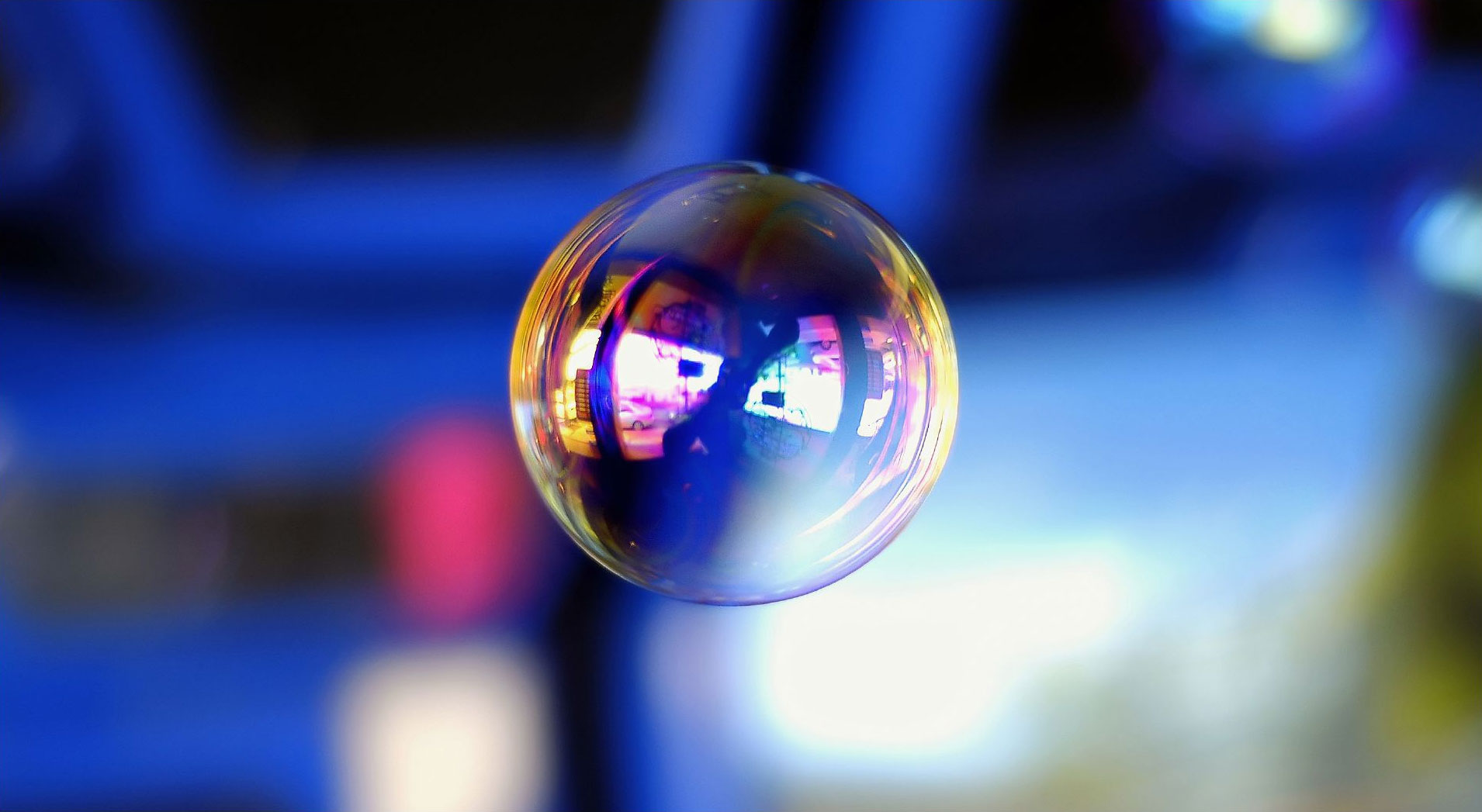
Abb. 2: Seifenblase

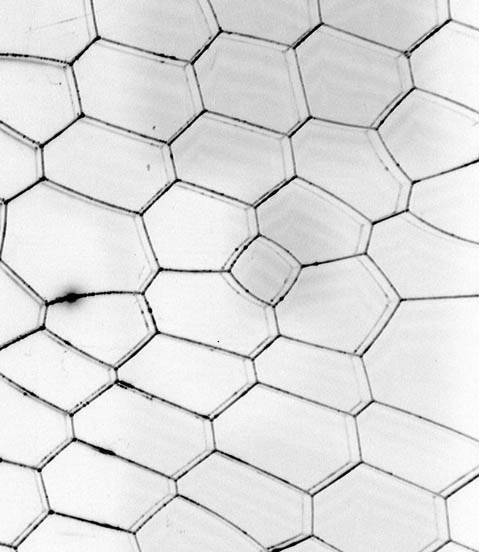
Abb. 3: Schaumblasen zwischen zwei Glasplatten

Bei einer Seifenblase (Abb. 2) wird die Phase „Blasenhaut“ von beiden Seiten von je einer Gasphase begrenzt. Die zwei Grenzflächen der „Blasenhaut“ spannen die innere Gasphase zusammen. Die Kräfte wirken in der Richtung der Ausdehnung der Blasenhaut. Diese Richtung wird deutlicher, wenn man Abb. 3 betrachtet, die einen Querschnitt durch Schaum zeigt. Die „Blasenhäute“ nehmen aufgrund der Richtung der Grenzflächenspannung die kürzesten Verbindungslinien (Geraden) ein.

## Grenzfläche Flüssigkeit-Gas-Wand

Abb. 4: Benetzung einer Wand

Berührt eine Grenzfläche Gas-Flüssigkeit eine feste Wand, so stellt sich ein bestimmter Winkel zwischen Wand und Oberfläche der Flüssigkeit ein. Abb. 4 zeigt diesen Kontaktwinkel für einen Fall einer senkrechten Wand, die sich gut benetzen lässt. Je stärker die Benetzung, desto kleiner der Winkel und desto höher steigt der obere Rand der Flüssigkeit. Dieses Verhalten bewirkt in engen Röhren, Spalten und Zwischenräumen den Kapillareffekt. Der Benetzungsgrad hängt ab von der Art der Flüssigkeit, vom Material der Oberfläche und ihrer Beschaffenheit, z. B. ihrer Rauheit.

## Beeinflussbarkeit
Die Größe der Grenzflächenspannung lässt sich beeinflussen durch:
- Tenside
- Emulsion
- Schaum
- Rauheit der Oberfläche.

Thermoplastische Polymere sind in geschmolzenem Zustand nicht miteinander mischbar. Kompatibilisatoren setzen bei Mischpolymerisaten die Grenzflächenspannungen zwischen den Phasen herab und verringern die Phasentrennung und Zusammenballung der unterschiedlichen Grundstoffmoleküle.